# Штефан-чел-Маре (Нямц)
Штефан-чел-Маре (рум. Ștefan cel Mare) — село у повіті Нямц в Румунії. Входить до складу комуни Штефан-чел-Маре.
Село розташоване на відстані 285 км на північ від Бухареста, 12 км на північний схід від П'ятра-Нямца, 83 км на захід від Ясс.

## Населення
За даними перепису населення 2002 року у селі проживали 1807 осіб. Рідною мовою 1802 особи (99,7%) назвали румунську.
Національний склад населення села:
| Національність | Кількість осіб | Відсоток |
| -------------- | -------------- | -------- |
| румуни         | 1794           | 99,3%    |
| цигани         | 8              | 0,4%     |